# Сью, Сьюзи
Сьюзен Джанет Баллион (англ. Susan Janet Ballion), она же Сьюзи Сью (англ. Siouxsie Sioux) (р. 27 мая 1957) — британская певица и автор песен, согласно Allmusic — «одна из самых влиятельных британских рок-исполнительниц». Сьюзи Сью приобрела наибольшую известность как вокалистка Siouxsie and the Banshees, английской группы, начинавшей в глубинах панк-андеграунда, но впоследствии усложнившей стиль и ставшей одним из самых влиятельных коллективов новой волны, постпанка и готического рока.

## Биография
Сьюзен Баллион родилась в клинике Guy’s Hospital в Саутуорке, Лондон. Она была младшей из троих детей. Отец и мать познакомились в бельгийском Конго: она была секретаршей-переводчицей, он — техником в медицинской лаборатории, добывавшей змеиный яд.
Отец Сьюзен был запойным алкоголиком. Сьюзен рассказывала, что ненавидела отца, а однажды даже попыталась отравить его, всыпав смесь соли и перца в стакан. По отношению к младшей дочери он был груб лишь словесно, но старшая сестра впоследствии рассказывала страшные истории о ножах, разбитой посуде и сломанных оконных рамах.
При этом, будучи трезвым, Баллион был остроумен и интеллигентен; он любил книги: сам читал Сартра, дочери рекомендовал Киплинга. Сьюзен училась в школе для девочек Mottingham Secondary Modern School в графстве Кент. Когда одноклассницы спрашивали, чем занимается её отец, Сьюзен придумывала разнообразные истории; она не могла признаться, что он сидит и беспрерывно пьёт. Из-за этого она никого не приглашала к себе домой.
В детстве и ранней юности Сьюзен не любила мальчиков. Она участвовала в играх со сверстниками (типа «Поймай и поцелуй», «Kiss and Chase»), но если другие девочки, когда их ловили, позволяли себя целовать, то она впихивала поймавшему пук травы с землёй в рот. Позже, в клубах, когда сзади к ней подходил и притрагивался мужчина, она тут же оборачивалась и немедленно била его в лицо.
Когда Сьюзен было 14 лет отец умер от последствий алкоголизма. Вскоре после этого она тяжело заболела; перенесла приступ язвенного колита и некоторое время была при смерти. Сьюзен говорила, что болезнь совершенно «демистифицировала тело в её сознании». От отца Сьюзен унаследовала любовь к книгам и ненависть к профессии медика (он называл врачей «шарлатанами»). Отсюда же — её глубокое презрение к алкоголикам и наркоманам (пользователей героина она называла «такими же алкоголиками — скучными и раздавленными»).
Сьюзен в юности была одинока; слушала музыку Дэвида Боуи, Лу Рида, Roxy Music, T.Rex, The Velvet Underground, The Stooges, и посещала местную гей-дискотеку. Здесь сказалось влияние старшей сестры: та училась в художественном колледже и общалась со многими мужчинами гомосексуальной и/или гоморомантической ориентации. Геи стали первыми мужчинам в жизни Сьюзен, с которыми она стала чувствовать себя комфортно, освобождённой от ожидания сексуальной агрессии или пьяного хамства.
К середине 1970-х годов Сьюзен стала одной из самых заметных фигур в только нарождавшемся панк-сообществе. Во многом именно Сьюзен повлияла на развитие панк-имиджа своими одеяниями, в которых использовались глэм- и фетиш-атрибутика. Однажды она вошла в автобус в прозрачной юбке, потребовала себе за это 50%-ю скидку и получила её. В другой раз вошла в винный бар Pips в Бромли — с приятелем по имени Берлин, ведя его на поводке, в собачьем ошейнике. Некоторое время Сюзен хотела стать моделью, но для такой работы выглядела слишком необычно. Она подумывала о карьере секретарши, но дело кончилось работой в клубе. В одном из заведений Бромли, на вечеринке, где кокаин предлагалось снюхивать с вращавшихся пластинок, на официантке Сьюзи, вооружённой кожаной плетью, был лишь пластиковый фартук, и больше ничего. При этом мужчины не осмеливались к ней и приблизиться, настолько угрожающе она выглядела. Как писал позже «Гардиан», «…где-то между прогулками по Стрэнду и первым знакомством с альбомом Патти Смит Horses Сьюзен Баллион превратилась в Siouxsie».
В середине 1970-х годов появился термин «контингент Бромли» (англ. Bromley Contingent): так журналистка Кэролайн Кун назвала группу эксцентричных подростков, фанатов Sex Pistols, которые в каком-то смысле на развитие панк-имиджа повлияли не меньше, чем сама группа. В числе участников «контингента» были Сьюзи и Стив Северин. Сьюзи вспоминала: мать ночные похождения дочери волновали лишь в том смысле, что дочь в чулках-сеточках и на шпильках замёрзнет («Возьми свитерок», — постоянно повторяла она).
В сентябре 1976 года Bromley Contingent направился во Францию сопровождать Sex Pistols. Здесь Сьюзи подверглась физическому нападению со стороны некоего араба — за повязку со свастикой, которую носила на руке. Впоследствии она говорила, что нацистская атрибутика была призвана «шокировать буржуазию» и не имела целью сделать конкретное политическое заявление. Позже, Сьюзи написала песню «Metal Postcard (Mittageisen)», в память о борьбе с нацистами немецкого художника Джона Хартфилда (он как раз таки был антифашистом).
Одно из первых публичных выступлений Сьюзи состоялось с Sex Pistols на телевизионном шоу Bill Grundy на Thames Television в декабре 1976 года. Стоя рядом с группой, Сьюзи высмеивала ведущего, когда он спросил её, как она поживает. Она ответила: «Я всегда хотела встретиться с тобой, Билл». Гранди, который был пьян, предложил встречу после шоу. Это непосредственно вызвало реакцию у гитариста Стива Джонса, который ответил серией эксцессов, никогда ранее не звучавших на раннем вечернем телевидении.

### Siouxsie and the Banshees и The Creatures
В сентябре 1976 года Сьюзи и Стив Северин образовали Siouxsie and the Banshees. Они и прежде планировали создать коллектив с Билли Айдолом, но тот «изменил» проекту, присоединившись к Chelsea (затем — к Generation X). Спонтанный дебют группы состоялся 20 сентября 1976 года на сцене лондонского 100 Club в рамках 100 Club Punk Festival, организованного Малкольмом Маклареном, по предложению которого за ударные и был усажен Сид Вишес. Выступление было неотрепетированным: у группы не было репертуара, и базовой стала композиция на тему молитвы «Отче наш», которую Сьюзи помнила наизусть.
«Стена шума» иллюстрировала отношение музыкантов к музыке: никто из них не умел ни на чём играть. Группа двадцать минут импровизировала на тему «Отче наш» и сошла со сцены просто потому, что это занятие ей наскучило. Сьюзи говорила, что и в мыслях не держала когда-нибудь зарабатывать себе этим на жизнь. Один из обозревателей назвал выступление группы «невыносимым». «Она была великолепна», — написала о Сьюзи Кэролайн Кун.
Первым коммерческим успехом группы стал выпущенный два года спустя сингл «Hong Kong Garden», ставший хитом и получивший высокие оценки критиков, в частности в NME. Столь же восторженно был встречен дебютный альбом группы. Впоследствии еженедельник называл пластинку одной из лучших в истории, ставя её в один ряд с Horses, альбомом Патти Смит.
В 1983 году Сьюзи и Баджи образовали сторонний проект Creatures (дебютировавший с EP Wild Things), дуэт, в своих музыкальных экспериментах в большей степени полагавшийся на ритмические структуры и этнические мотивы. К концу 1980-х годов Сьюзи Сью окончательно изменила имидж, став по-голливудски грандиозным, «недосягаемым образом», исполненным «холодной сексуальности» и «вампирического великолепия».

### Сотрудничество
Начиная с середины 1990-х годов Сьюзи регулярно сотрудничала с другими музыкантами. В 1994 году она записалась дуэтом с Моррисси: синглом была выпущена «Interlude», кавер-версия песни, первоначально исполненной Тими Юро.
В 1995 году Сьюзи выпустила песню «The Lighthouse», которая вошла в альбом французского продюсера Эктора Зазу Chansons des mers froides(англ. Songs from the Cold Seas). В основу текста было положено стихотворение английского поэта Уилфреда Уилсона Гибсона.
В феврале 1998 года Сьюзи в дуэте с Джоном Кейлом, организатором фестиваля With a Little Help From My Friends, прошедшего в клубе Paradiso, Амстердам, исполнила свою прежде не издававшуюся песню «Murdering Mouth». Союз обоим исполнителям показался столь удачным, что они решили провести летом того же года совместные гастроли по США.
В 1999 году на альбоме британского певца Марка Алмонда Open All Night вышел фит певца со Сьюзи и Баджи под названием «Threat of Love».
В 2003 году Сью написала песню для Basement Jaxx, «Kish Kash»: она вошла в одноимённый альбом и получила Грэмми в категории dance/electronic.

## Сольная карьера
В 2004 году Сью провела первое турне как сольная исполнительница, исполняя песни Banshees и Creatures. Записанный на последнем, лондонском концерте DVD Dreamshow при участии Millennia Ensemble, вышел в августе 2005 года и возглавил британские DVD-чарты.
В 2007 году Сьюзи выпустила первый сольный альбом Mantaray 2007, поднявшийся до # 39 в UK Albums Chart и получивший высокие оценки критиков.
В 2015 году, после 8-летнего перерыва в творчестве, записала песню под названием «Love Crime» специально для финального эпизода телесериала «Ганнибал». В августе 2021 года Siouxsie перезапускает свой официальный сайт.
В 2023 году она заявляет о своем возвращении на сцену. Она была хедлайнером нескольких фестивалей, таких как Cruel World в Пасадене и Release Athens 2023 в Афинах. В дополнение к этому возвращению, к пятнадцатилетию пластинки было выпущено переиздание Mantaray на компакт-диске и виниле чёрного и красного цвета.

## Личная жизнь
В 1991 году Сьюзи вышла замуж за Баджи, барабанщика Siouxsie & the Banshees. Год спустя супруги переехали на юго-запад Франции. В августе 2007 года Сьюзи в интервью Sunday Times объявила о разводе.

## Дискография

### Альбомы

#### Соло
- Mantaray (2007, # 39, UK)

#### Siouxsie and the Banshees
- The Scream (1978)
- Join Hands (1979)
- Kaleidoscope (1980)
- Juju (1981)
- Once Upon A Time (1981)
- A Kiss In The Dreamhouse (1982)
- Nocturne (1983)
- Hyaena (1984)
- Tinderbox (1986)
- Through The Looking Glass (1987)
- Peepshow (1988)
- Superstition (1991)
- Twice Upon A Time (1992)
- The Rapture (1995)
- The Best of Siouxsie and the Banshees (2002)
- Downside Up (2004)
- Voices (on the Air) (2006)
- At The BBC (2009)

#### The Creatures (Сьюзи + Баджи)
- Feast (1983)
- Boomerang (1990)
- A Bestiary Of (1997)
- Anima Animus (1999)
- Hybrids (альбом ремиксов, 1999)
- US Retrace (2000)
- Hái! (2003)

### Morrissey & Siouxsie
- Interlude (Сингл, 1994)

## Видео
- Face to Face. — Сьюзи Сью в клипе на песню из кинофильма «Бэтмен возвращается».